# Centradenia floribunda
Centradenia floribunda là một loài thực vật có hoa trong họ Mua. Loài này được Planch. mô tả khoa học đầu tiên năm 1849.